# Стоян Чочов
Стоян Николов Чочов е български комунист, активист на Българската комунистическа партия в Кюстендил.

## Биография
Роден е на 8 юни 1886 година в Царево село, тогава в Османската империя. Семейството му се преселва в Кюстендил, Свободна България, където той от малък работи като сарач, книговезец, тютюноработник и магазинер в кооперация „Освобождение“. От 1912 до 1916 година е член на градското ръководство на Българската работническа социалдемократическа партия (тесни социалисти) в Кюстендил, а от 1924 до 1925 година е член на Околийския комитет на Българската комунистическа партия. Влиза в ръководството на Военната организация на БКП и осъществява връзката между Кюстендил и Дупница. След Деветоюнския преврат е задържан. Убит е в Дирекцията на полицията в София по време на Априлските събития в България в 1925 година.